# Cristian Gavra
Cristian Gavra est un footballeur roumain, né le 3 avril 1993 à Arad. Il évolue au poste d'attaquant.